# Alistair Brownlee
Alistair Edward Brownlee (Dewsbury, 23 april 1988) is een Britse triatleet, die driemaal deelnam aan de Olympische Spelen. Hij werd olympisch kampioen, wereldjeugdkampioen, Europees jeugdkampioen en meervoudig nationaal kampioen op de triatlon.

## Biografie
Alistair Brownlee groeide op als hardloper (berglopen), maar had ook een talent voor zwemmen. Hij kwam via zijn oom, die ook aan triatlon deed, in aanraking met deze sport. Hij zat de Bradford Grammar School en studeerde daarna aan Girton College, Cambridge. Hij was in zijn jeugd ook succesvol bij het veldlopen. Zo won hij tweemaal de Engelse jeugdkampioenschappen veldlopen en verschillende Yorkshire titels.
In 2006 behaalde hij zijn grootste prestatie van zijn sportcarrière door zowel de wereldjeugdkampioenschappen triatlon als de Europese jeugdkampioenschappen duatlon op zijn naam te schrijven. In het jaar erop moest hij genoegen nemen met het zilver achter de Fransman Aurélien Raphael. Een jaar later prolongeerde hij zijn Europese jeugdtitel.
In 2008 begon hij ook succesvol met het winnen van de wereldkampioenschappen voor neo-senioren en een bronzen medaille bij de wereldbekerwedstrijd in Madrid. Hiermee kwalificeerde hij zich voor de Olympische Spelen van 2008 in Beijing waar hij zich tevreden moest stellen met een twaalfde plek (1:50.19,62). Dat jaar werd hij ook verkozen tot Brits triatleet van het jaar en BOA's Triathlete of the Year.
Zijn broer, Jonathan Brownlee, is eveneens triatleet. Deze won een bronzen medaille bij de Europese- en wereldkampioenschappen voor de jeugd.

## Titels
- Olympisch kampioen triatlon - 2012, 2016
- Wereldkampioen triatlon op de olympische afstand - 2009, 2011
- Wereldkampioen triatlon (onder 23 jaar) - 2008
- Wereldjeugdkampioen triatlon - 2006
- Europees jeugdkampioen triatlon - 2006, 2007
- Europees jeugdkampioen duatlon - 2006

## Resultaten in World Triathlon Series
Bestaande uit races over de Olympische en sprintafstand, voor 2012 Wereldkampioenschappen Series
| Seizoen                     | 1  | 2  | 3 | 4  | 5  | 6  | 7 | 8 | 9 | GF  | Positie | Punten |
| --------------------------- | -- | -- | - | -- | -- | -- | - | - | - | --- | ------- | ------ |
| WK Series 2009              | -  | 1  | 1 | 1  | 1  | -  | - |   |   | 1   | Goud    | 4400   |
| WK Series 2010              | -  | -  | 1 | -  | 10 | 40 |   |   |   | 1   | 6       | 2435   |
| WK Series 2011              | 29 | 1  | 1 | -  | 1  | 3  |   |   |   | 1   | Goud    | 4285   |
| World Triathlon Series 2012 | -  | -  | - | -  | 1  | -  | - | - |   | -   | 25      | 1600   |
| World Triathlon Series 2013 | -  | 1  | - | -  | 1  | 2  | 1 |   |   | 52  | 4       | 3140   |
| World Triathlon Series 2014 | -  | -  | 4 | 4  | -  | 1  | 2 |   |   | 1   | 4       | 4006   |
| World Triathlon Series 2015 | -  | -  | - | 1  | 2  | 1  | - | - | - | -   | 14      | 2340   |
| World Triathlon Series 2016 | -  | 36 | - | -  | 1  | 1  | - | - |   | 3   | 10      | 2679   |
| World Triathlon Series 2017 | -  | -  | - | 1  | -  | -  | - | - |   | -   | 47      | 800    |
| World Triathlon Series 2018 | -  | -  | - | -  | -  | -  | - |   |   | DSQ | -       | -      |
| World Triathlon Series 2019 | -  | -  | - | 44 | -  | -  | - |   |   | -   | -       | -      |
| World Triathlon Series 2020 |    |    |   |    |    |    |   |   |   | 9   | 9       | -      |

## Onderscheidingen
- Brits triatleet van het jaar - 2008
- BOA's Triathlete of the Year - 2008

## Palmares

### duatlon
- 2006:  EK jeugd in Rimini
- 2006:  WK jeugd in Corner Brook

### triatlon
- 2005: 41e WK olympische afstand in Gamagōri - 59.46
- 2006:  EK jeugd in Autun - 1:00.26
- 2006:  WK jeugd in Lausanne - 59.03
- 2007:  ITU wereldbekerwedstrijd in Rhodes - 1:51.57
- 2007:  EK jeugd in Kopenhagen - 56.25
- 2007:  WK jeugd in Hamburg - 54.09
- 2008:  WK (onder 23 jaar) in Vancouver - 1:54.37
- 2008:  ITU wereldbekerwedstrijd in Madrid - 1:56.53
- 2008: 7e ITU wereldbekerwedstrijd in Des Moines - 1:55.22
- 2008: 49e ITU wereldbekerwedstrijd in New Plymouth
- 2008: 12e Olympische Spelen van Peking - 1:50.19,62
- 2009:  EK olympische afstand in Holten - 1:44.24
- 2009:  ITU wereldbekerwedstrijd in Madrid - 1:51.26
- 2009:  ITU wereldbekerwedstrijd in Washington - 1:48.58
- 2009:  ITU wereldbekerwedstrijd in Kitzbühel - 1:43.13
- 2009:  ITU wereldbekerwedstrijd in Londen - 1:41.50
- 2009:  ITU wereldbekerwedstrijd in Gold Coast - 1:44.51
- 2009:  WK olympische afstand (ITU wereldbeker overall) - 4400 p
- 2011:  WK sprintafstand - 52.38
- 2011:  WK olympische afstand
- 2012:  OS in Londen - 1:46.25
- 2013:  WK sprintafstand in Hamburg - 51.05
- 2013: 4e WK olympische afstand - 3140 p
- 2014:  WK sprintafstand in Hamburg - 51.43
- 2014: 4e WK olympische afstand - 4006 p
- 2015: 14e WK olympische afstand - 2340 p
- 2016: 6e WK olympische afstand - 1652 p
- 2016:  OS in Rio de Janeiro - 1:45.01

2000: Simon Whitfield ·
2004: Hamish Carter ·
2008: Jan Frodeno · 
2012: Alistair Brownlee · 
2016: Alistair Brownlee · 
2020: Kristian Blummenfelt · 
2024: Alex Yee
1989: Mark Allen ·
1990: Greg Welch ·
1991: Miles Stewart ·
1992: Simon Lessing ·
1993: Spencer Smith ·
1994: Spencer Smith ·
1995: Spencer Smith ·
1996: Spencer Smith ·
1997: Chris McCormack ·
1998: Spencer Smith ·
1999: Dmitriy Gaag ·
2000: Olivier Marceau ·
2001: Peter Robertson ·
2002: Iván Raña ·
2003: Peter Robertson ·
2004: Bevan Docherty ·
2005: Peter Robertson ·
2006: Tim Don ·
2007: Daniel Unger ·
2008: Javier Gómez ·
2009: Alistair Brownlee ·
2010: Javier Gómez ·
2011: Alistair Brownlee ·
2012: Jonathan Brownlee ·
2013: Javier Gómez ·
2014: Javier Gómez ·
2015: Javier Gómez ·
2016: Mario Mola ·
2017: Mario Mola ·
2018: Mario Mola ·
2019: Vincent Luis ·
2020: Vincent Luis ·
2021: Kristian Blummenfelt
- World Athletics: 14367424
- International Standard Name Identifier: 0000 0004 3657 5295
- Library of Congress Control Number: no2014088317
- Nationale Bibliotheek van Polen: a0000002879638
- Virtual International Authority File: 310520986
- WorldCat: E39PBJkXBXR9tFtmbmvqp9FxjC